# ميشيل سيرينا
ميشيل سيرينا (بالإيطالية: Michele Serena)‏ (10 مارس 1970 بالبندقية في إيطاليا - ) هو مدرب كرة قدم ولاعب كرة قدم إيطالي في مركز الدفاع. شارك مع منتخب إيطاليا تحت 21 سنة لكرة القدم ومنتخب إيطاليا لكرة القدم. أما مع النوادي، فقد لعب مع أتلتيكو مدريد وإنتر ميلان وفيورنتينا ونادي بارما ونادي سامبدوريا ونادي فينيزيا ونادي مونزا وهيلاس فيرونا ويوفنتوس وAC Mestre ‏.

## مسيرته الكروية
لعب ميشيل سيرينا خلال مسيرته الاحترافية مع 7 أندية في أربعة عشر موسمًا وسجل خلالها 10 أهداف ضمن 266 مباراة. حيث فاز في ثلاثة مواسم بالكأس ولم يفز بأي دوري.
خاض ميشيل سيرينا مسيرته مع نادي يوفنتوس في موسم 1989–90 ولمدة موسمين، مشاركًا في 4 مباريات ولم يسجل أي هدف. ثم انتقل إلى نادي هيلاس فيرونا في موسم 1991–92 لمدة موسم واحد، حيث شارك في 26 مباراة سجل خلالها 3 أهداف. لينتقل بعدها إلى نادي سامبدوريا في موسم 1992–93 واستمر معه طيلة ثلاثة مواسم، مشاركًا في 92 مباراة سجل خلالها هدفًا واحدًا. ثم انتقل إلى نادي فيورنتينا في موسم 1995–96 واستمر معه طيلة ثلاثة مواسم، مشاركًا في 69 مباراة سجل خلالها 3 أهداف. هذا وانتقل لاحقًا إلى نادي أتلتيكو مدريد في موسم 1998–99 لمدة موسم واحد، مشاركًا في 35 مباراة سجل خلالها 3 أهداف أيضًا. ثم انتقل بعدها إلى نادي إنتر ميلان في موسم 1999–00 واستمر معه طيلة ثلاثة مواسم، مشاركًا في 25 مباراة ولم يسجل أي هدف.

## وصلات خارجية
- ميشيل سيرينا على موقع قاعدة بيانات كرة القدم.إي يو (الإنجليزية)
- ميشيل سيرينا على موقع ناشيونال فوتبول تيمز (الإنجليزية)
- ميشيل سيرينا على موقع عالم كرة القدم.نت (الإنجليزية)